# HD 137390
HD 137390，又名BD+45 2284，SAO 45521、HR 5732，是一颗恒星，视星等为6.01，位于銀經74.08，銀緯54.73，其B1900.0坐标为赤經15h 20m 42.7s，赤緯+45° 54.73′ 28″。